# 大诗主义
大诗主义是汉语诗坛在21世纪的一个诗歌流派。2007年诗人曹谁写作《大诗主义宣言》，跟西原、西棣等诗人共同发起大诗主义运动，创办有民刊《大诗刊》。包括“曹伊之争”中的“诗战十八军”：曹谁、雷晓明、张厚生、月剑、大鹏瞰海、北陕、木子文、洪亮、行顺、子楚、夜陌、梅蒲柳、伊家、蒋巨波、许言木、鹰子、贝壳航母、西门吹笛、秦臻、李小雅、彭书锦、王成家、野坡、王武臣及雷鸣。

## 曹伊之争
在2018-2020年，曹谁代表“大诗主义运动”跟伊沙的“后口语诗派”进行了三年的论战，被诗坛称为“曹伊之争”，曹谁在《文学自由谈》2023年第1期以封面人物撰文《曹伊之争与中国文坛的十大弊病》总结：“曹伊之争”在胡适写作《尝试集》后一百年爆发，大概是一系列因素促成的，当时许多人解读为“中国新诗百年道路之争”，认为是中国诗坛“盘峰论争”。
这场论战的核心是中国新诗的走向问题，是伊沙倡导的“后口语诗”，还是曹谁倡导的“大诗主义”，抑或是其他的写作方法。后口语诗主张：身体写作、口语表达、事实诗意，大诗主义则主张：合一天人、融合古今、合一天人。